# Brateevo
Il quartiere Brateevo (in russo Район Братеево?) è un quartiere di Mosca sito nel Distretto Meridionale.
Prende il nome dall'abitato omonimo che sorgeva nella zona, dove sono state anche rinvenuti tumuli sepolcrali pagani. Parte dell'attuale quartiere include anche l'area su cui sorgeva l'abitato di Borisovo.
Gli abitati vengono inclusi nel territorio della città di Mosca nel 1960, nel quartiere Proletarskij, e dal 1969 nel quartiere Krasnogvardejskij. Negli anni 1980 il vecchio abitato di Brateevo viene demolito per realizzare gli edifici residenziali attuali.